# Schwinge (Fahrzeugtechnik)

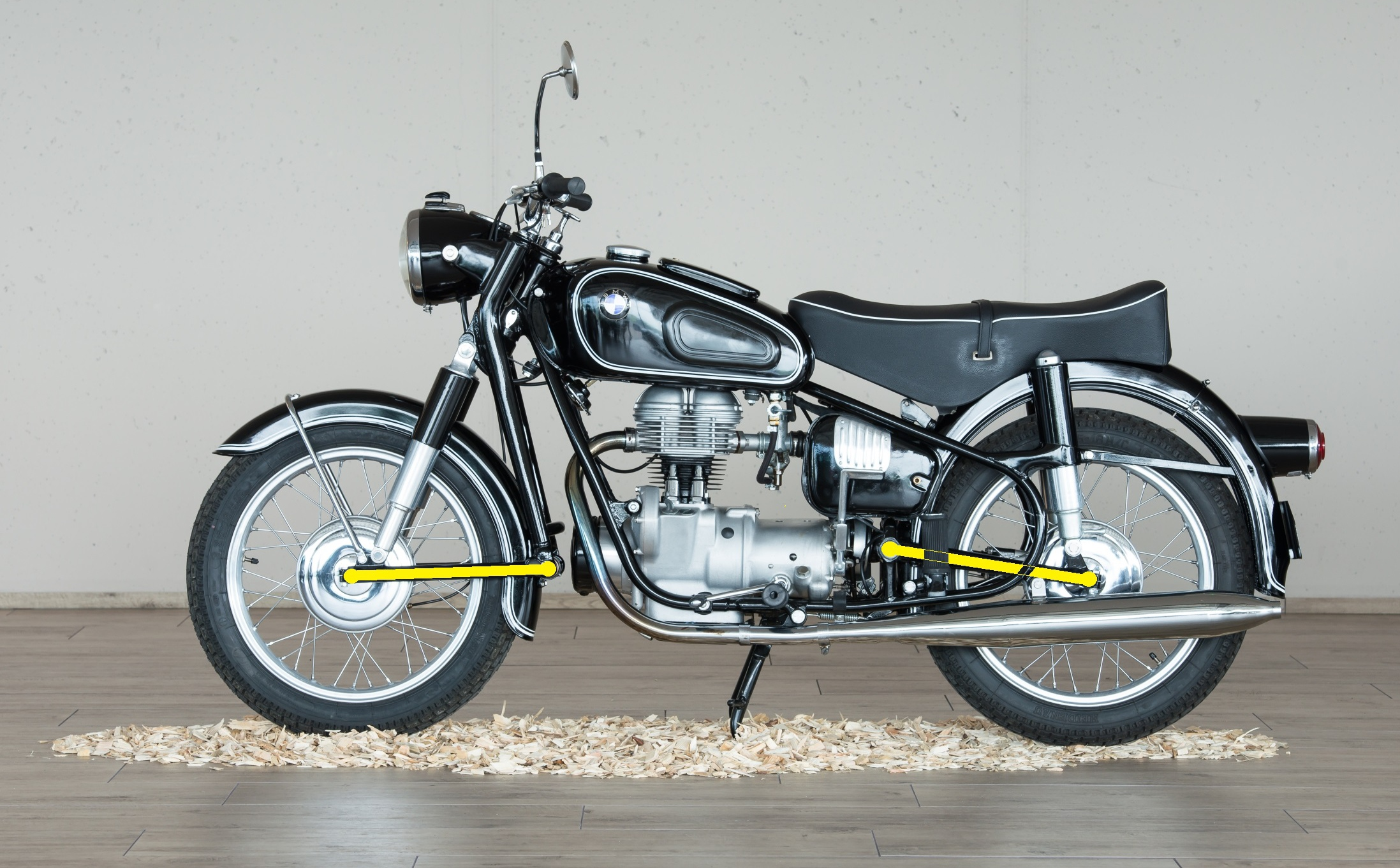
Schwingen (gelb markiert) zur Aufhängung beider Räder an einem Motorrad

Die Schwinge ist in der Fahrwerkstechnik von Motorrädern seit den 1960er-Jahren die häufigste Bauart der Hinterradaufhängung, kommt jedoch auch an Vorderrädern vor. Sie dreht um ein Drehgelenk, dessen Achse quer zur Fahrtrichtung verläuft, am Rahmen auf und ab. An der Schwinge greifen die Feder und der Stoßdämpfer an.
Unterschieden werden:
- gezogene Schwingen: der Drehpunkt (das Lager) ist – in Fahrtrichtung gesehen – vor der Radachse
- geschobene Schwingen: der Drehpunkt (das Lager) ist – in Fahrtrichtung gesehen – hinter der Radachse.

In Sachbüchern zur Fahrzeugtechnik wird der Begriff Schwinge auch bei Radaufhängungen von PKW verwendet, wenn der Radträger unmittelbar durch ein Drehgelenk mit dem Fahrzeugkörper verbunden ist. In der Fachliteratur zur Fahrwerkstechnik bezieht sich der Begriff jedoch nur auf Radaufhängungen von Motorrädern.

## Schwingen beim Motorrad

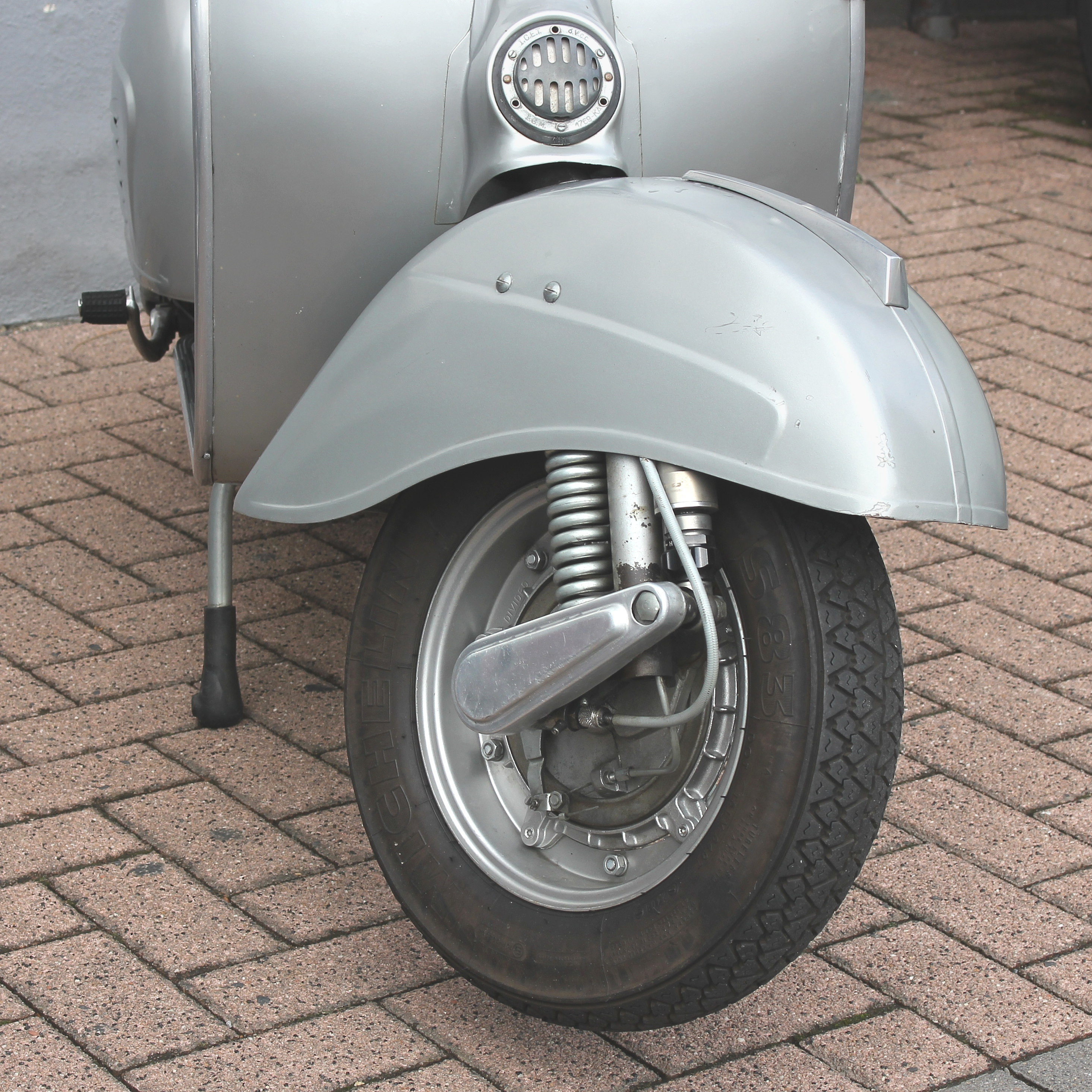
Vorderradschwinge der Vespa

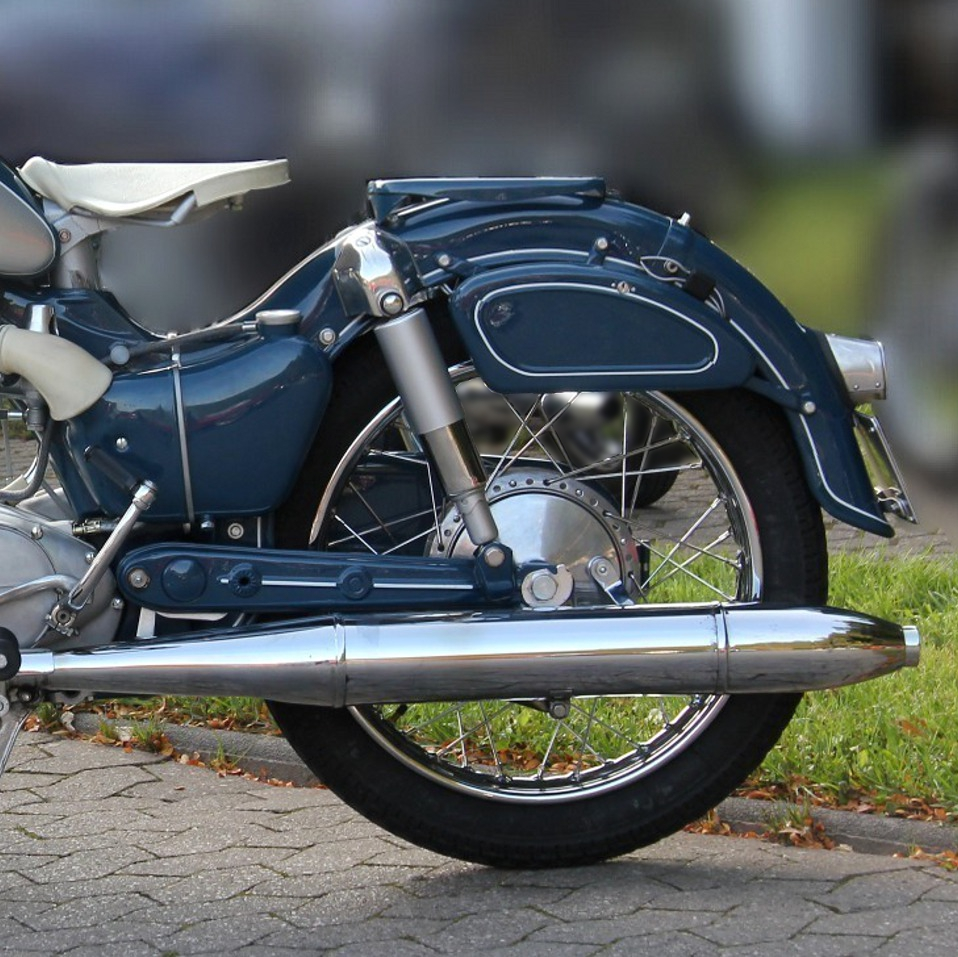
Hinterradschwinge der NSU Supermax

### Am Vorderrad
Zur Vorderradaufhängung gab es früher sowohl gezogene als auch geschobene Schwingen. Sie sind an der Gabel gelagert und machen die Lenkbewegung mit.
Motorräder mit Langarmschwinge am Vorderrad sind äußerlich meist am Schwingenträger erkennbar, der um den Kotflügel herumgeführt ist.
Ein bekanntes Beispiel für Kurzschwinge am Vorderrad ist die Vespa.
Von den Schwingen am Vorderrad hat nur die geschobene Langarmschwinge bei Motorradgespannen überdauert.
Am Fahrgestell gelagerte Schwingen für das Vorderrad in Verbindung mit einer Achsschenkellenkung sind an Motorrädern selten verwirklicht worden, etwa bei der Ner-a-Car (1918).

### Am Hinterrad
Hinterradschwingen von Zweirädern sind gezogene Langarmschwingen. Dabei überwiegen zweiarmige Schwingen, die das Rad beidseitig führen.

### Bremsmomentabstützung
Wenn die Halterung der Bremsklötze, zum Beispiel der Bremssattel, wie üblich an der Hinterradschwinge befestigt ist, bewirkt die gegen die Drehung des Rads gerichtete Kraft der Bremse ein Drehmoment an der Schwinge. Dieses Drehmoment ist gegen die Federung gerichtet, so dass das Rad beim Bremsen kurzzeitig entlastet wird.
Dieser Effekt kann durch eine Bremsmomentabstützung verringert werden, bei der der Bremssattel drehbar auf der Radachse gelagert und mit einem beidseitig drehbar gelagerten Lenker am Rahmen befestigt ist.

### Lagerung
Zur Lagerung von Schwingen kommen Gleitlager, Kegelrollenlager, Nadellager und bei leichten Fahrzeugen Silentblöcke in Betracht.

## Schwingen beim Automobil

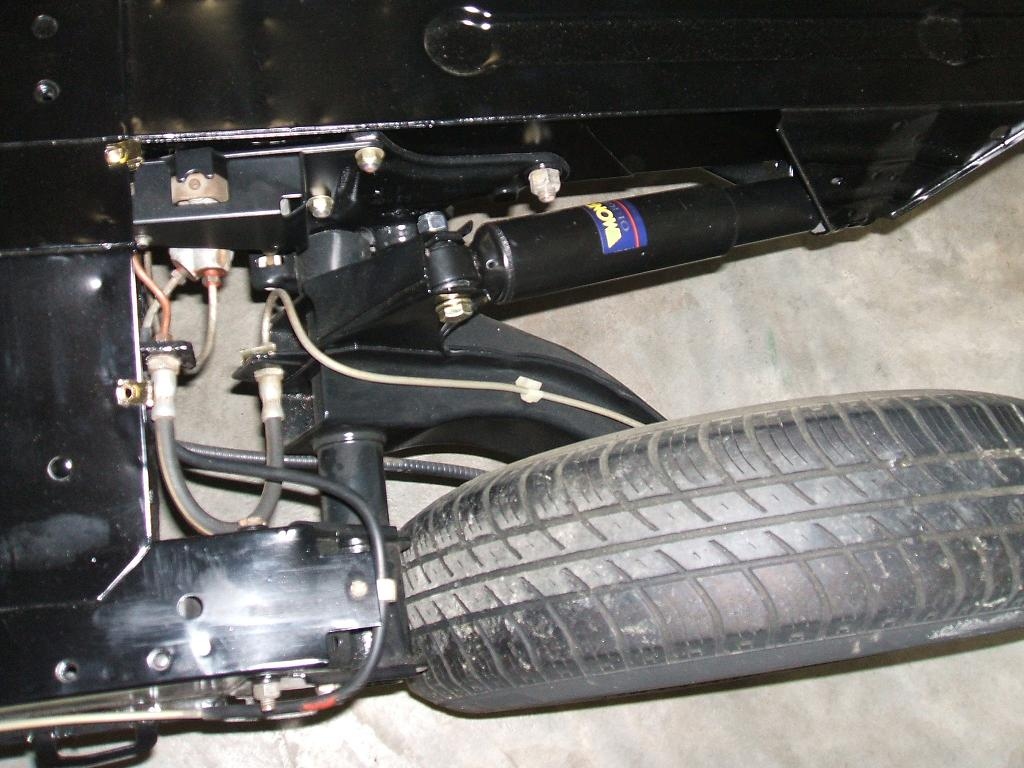
Längslenker (Schwinge) am Hinterrad eines Renault 4

Längslenkerachsen gibt es bei Automobilen seit den 1930er-Jahren, so etwa beim Stoewer Greif V8 an der Hinterachse und bei Dreirädern wie Goliath Goli oder Reliant vorn. Da diese Art der Radaufhängung den bei Motorrädern anzutreffenden Radaufhängungen mit Schwingen gleicht, werden sie häufig auch so bezeichnet.
Eine Lösung für die Radführung, die ebenfalls der Motorradtechnik entspricht, ist das „Dubonnet-Federknie“. Wie bei der geschobenen „Kurzschwinge“ am Vorderrad des Motorrads wird der Kurbelarm beim Lenken um eine aufbaufeste Drehachse geschwenkt. In den 1930er Jahren waren Modelle von Opel außer P4, Kapitän und Admiral, das sind Opel 1,3 Liter und Opel 6, Olympia, Kadett (außer der „Normal-Limousine“) mit dieser Konstruktion ausgestattet, sie lief dort unter der Werbebezeichnung „Synchron-Federung“. Aber auch Fiat verwendete die Dubonnet-Federung vor dem Zweiten Weltkrieg in einigen Modellen.
Da es im PKW nicht wie beim Motorrad nur quer zum Chassis liegende Drehachsen gibt, sollten die entsprechenden Radaufhängungen mit der spezifischen Bezeichnung als Längslenker-, Schräglenker- oder Pendelachsen bezeichnet werden.